# Joyful
「Joyful」（ジョイフル）は、日本のアイドルグループDA PUMPの7枚目のシングルである。1999年3月10日発売。発売元はavex tune。

## 概要
- 前作から5ヶ月ぶりとなるシングル。
- 売上枚数11万930枚。
- DA PUMPの表題曲としては初めてラップパートがなく、その代わりに間奏部分にコーラスパートが加えられている。ソロパートは全てISSAが担当。
- 活動当時、ISSAの衣装はプロモーションビデオと同じ「赤いジャケット」とテレビ番組用の「黄色いジャケット」の2種類があった。
- PVは山手線の大崎駅前の駅ビルで撮影が行なわれた。
- 1999年3月8日HEY!HEY!HEY! MUSIC CHAMPに出演。
- 1999年3月29日HEY!HEY!HEY! MUSIC CHAMPに出演。
- 1999年3月9日うたばんに出演。
- 1999年3月13日COUNT DOWN TVに出演。
- 1999年3月20日ポップジャムに出演。

## 収録曲
1. Joyful(4:33)
作詞：m.c.A・T、作曲・編曲：富樫明生
2. Medicine of Love(4:33)
作詞：m.c.A・T、作曲・編曲：富樫明生
3. Joyful (original karaoke)(4:33)
4. Medicine of Love (original karaoke)(4:33)

## 収録アルバム
- オリジナル『Higher and Higher!』（1999年7月28日）
- ベスト『Da Best of Da Pump』（2001年2月28日）
- リミックス『Da Best Remix of Da Pump』（2001年8月29日）
C.T.I.joyful
- オムニバス『ClimMax CM SONG COLLECTION』（2001年12月12日）
- オムニバス『十八番 〜J-POP 90's BEST〜』（2004年1月31日）
- ベスト『THANX!!!!!!! Neo Best of DA PUMP』（2018年12月12日）

## タイアップ
- Joyful：デサント「アスレチックウェア」CMソング/TBS「くえない奴」エンディングテーマ
- Medicine of Love：ブルボン「ストカジクラブ」CMソング